# Ейвон (Міннесота)
Ейвон (англ. Avon) — місто (англ. city) в США, в окрузі Стернс штату Міннесота. Населення — 1618 осіб (2020).

## Географія
Ейвон розташований за координатами 45°36′21″ пн. ш. 94°27′3″ зх. д. / 45.60583° пн. ш. 94.45083° зх. д. (45.605711, -94.450731).  За даними Бюро перепису населення США в 2010 році місто мало площу 3,83 км², уся площа — суходіл. В 2017 році площа становила 3,57 км², з яких 3,55 км² — суходіл та 0,02 км² — водойми.

## Демографія
Згідно з переписом 2010 року, у місті мешкало 1396 осіб у 557 домогосподарствах у складі 393 родин. Густота населення становила 365 осіб/км².  Було 592 помешкання (155/км²).
Расовий склад населення:
| - 97,9 % — білих - 0,6 % — азіатів - 0,4 % — корінних американців - 0,3 % — чорних або афроамериканців |

До двох чи більше рас належало 0,4 %. Частка іспаномовних становила 0,9 % від усіх жителів.
За віковим діапазоном населення розподілялося таким чином: 26,7 % — особи молодші 18 років, 62,2 % — особи у віці 18—64 років, 11,1 % — особи у віці 65 років та старші. Медіана віку мешканця становила 34,2 року. На 100 осіб жіночої статі у місті припадало 97,2 чоловіків;  на 100 жінок у віці від 18 років та старших — 95,2 чоловіків також старших 18 років.
Середній дохід на одне домашнє господарство  становив 75 100 доларів США (медіана — 65 962), а середній дохід на одну сім'ю — 84 434 долари (медіана — 80 508). Медіана доходів становила 50 093 долари для чоловіків та 38 906 доларів для жінок. За межею бідності перебувало 5,1 % осіб, у тому числі 6,5 % дітей у віці до 18 років та 3,4 % осіб у віці 65 років та старших.
Цивільне працевлаштоване населення становило 813 особи. Основні галузі зайнятості: освіта, охорона здоров'я та соціальна допомога — 22,1 %, виробництво — 21,0 %, роздрібна торгівля — 11,6 %, будівництво — 9,1 %.